# Raddestorf
Raddestorf er en kommune med godt 1.950 indbyggere (2012), beliggende sydvest for Nienburg, i den sydvestligste del af Landkreis Nienburg/Weser i den tyske delstat Niedersachsen.

## Geografi
Raddestorf der er en del af Samtgemeinde Uchte, ligger vest for floden Weser, mellem naturparkerne Dümmer og Steinhuder Meer omkring midt mellem byerne Sulingen og Minden ved grænsen til delstaten Nordrhein-Westfalen. I kommunen ligger landsbyerne og bebyggelserne Huddestorf, Dierstorf, Gräsebilde, Raddestorf, Jenhorst, Kleinenheerse, Glissen, Kreuzkrug og Harrienstedt.
Harrienstedt, Huddestorf, Jenhorst og Kleinenheerse var tidligere selvstændige kommuner, men blev indlemmet i Raddestorf 1. marts 1974.